# Reading FC
Reading FC är en engelsk fotbollsklubb i Reading, grundad 1871. Klubbens smeknamn är The Royals ("De kungliga"), då staden Reading ligger i "Royal County of Berkshire". Reading spelar sedan säsongen 2023/2024 i League One.

## Historia

Klubbens ligaplaceringar från och med 1920.

Föreningen bildades i Reading, Berkshire, England år 1871. Det skulle ta närmre 135 år innan laget för första gången nådde högsta divisionen i England, efter att ha vunnit The Championship säsongen 2005/06 och kvalificerade sig för spel i Premier League säsongen 2006/07. Klubben blev dock återigen degraderad till The Championship efter två säsonger. Under säsongen 2008/09 slutade laget på fjärde plats i The Championship vilket innebar kvalplats i Playoff till Premier League, men förlorade i semifinal Burnley FC.
Säsongen 2011/12 gick klubben åter upp i Premier League efter att ha vunnit The Championship.

## Meriter
- Seger i The Championship 2006, 2012
- Seger i division två (gamla division tre) 1994
- Seger i division tre 1986
- Seger i division tre södra 1926
- Seger i division fyra 1979
- Vinnare av Simod Cup 1988
- Vinnare av London War Cup 1940-41
- Semifinal i FA-cupen 1927

## Rekord
Klubben innehar ligarekorden för både flest antal raka segrar under inledningen av en säsong (13, 1985/86) och för flest antal poäng under en säsong (106, 2005/06).

## Spelartrupp
| 1  | Portugal | Joel Pereira | 28 juni 1996     | RKC Waalwijk (-23)     |
| 25 | England  | Jack Stevens | 2 augusti 1997   | Cambridge United (-25) |
| 31 | England  | Tom Norcott  | 22 november 2004 | Reading FC             |

| 2  | Ghana      | Kelvin Abrefa     | 9 december 2003  | Reading FC            |
| 3  | Montserrat | Jeriel Dorsett    | 4 maj 2002       | Reading FC            |
| 5  | England    | Matty Jacob       | 3 juni 2001      | Hull City (-25)       |
| 12 | England    | Finley Burns      | 17 juni 2003     | Manchester City (-25) |
| 15 | Irland     | Paudie O'Connor   | 14 juli 1997     | Lincoln City (-25)    |
| 17 | Ghana      | Andy Yiadom       | 2 december 1991  | Barnsley (-18)        |
| 19 | England    | Andre Garcia      | 30 november 2007 | Reading FC            |
| 22 | England    | Michael Stickland | 9 november 2003  | Reading FC            |
| 36 | Irland     | John Ryan         | 20 januari 2004  | Sassuolo (-23)        |

| 4  | Kamerun       | Ben Elliott      | 5 november 2002  | Reading FC                   |
| 6  | Kanada        | Liam Fraser      | 13 februari 1998 | Crawley Town (-25)           |
| 8  | Wales         | Charlie Savage   | 2 maj 2003       | Manchester United (-23)      |
| 10 | England       | Lewis Wing       | 23 juni 1995     | Wycombe Wanderers (-23)      |
| 11 | Tyskland      | Daniel Kyerewaa  | 5 oktober 2001   | Preußen Münster (-25)        |
| 14 | Zimbabwe      | Tivonge Rushesha | 24 juli 2002     | Swansea City (-23)           |
| 28 | Guinea-Bissau | Mamadi Camará    | 31 december 2003 | Reading FC                   |
| 29 | England       | Kamari Doyle     | 1 augusti 2005   | Brighton & Hove Albion (-25) |
| 32 | Nordirland    | Paddy Lane       | 18 februari 2001 | Portsmouth (-25)             |
| 47 | England       | Shay Spencer     | 13 oktober 2005  | Reading FC                   |

| 9  | England | Kelvin Ehibhatiomhan | 23 april 2003   | Reading FC                   |
| 20 | Irland  | Mark O'Mahony        | 14 januari 2005 | Brighton & Hove Albion (-25) |
| 26 | Malta   | Basil Tuma           | 24 april 2005   | Reading FC                   |

Not: Spelare i kursiv stil är inlånade.

### Utlånade spelare
| Nr | Land    | Pos | Namn                                           |
| -- | ------- | --- | ---------------------------------------------- |
| 51 | England | MV  | Josh Welland (i Beaconsfield till 31 maj 2026) |

| Nr | Land         | Pos | Namn                                                  |
| -- | ------------ | --- | ----------------------------------------------------- |
| —  | Sierra Leone | F   | Abraham Kanu (i Forest Green Rovers till 31 maj 2026) |

## Tränare
| Namn                                                        | Från           | Till           |
| ----------------------------------------------------------- | -------------- | -------------- |
| Noel Hunt                                                   | December 2024  |                |
| Rubén Sellés                                                | Juni 2023      | December 2024  |
| Paul Ince                                                   | Februari 2022  | April 2023     |
| Veljko Paunović                                             | Augusti 2020   | Februari 2022  |
| Mark Bowen                                                  | Oktober 2019   | Augusti 2020   |
| José Manuel Gomes                                           | December 2018  | Oktober 2019   |
| Scott Marshall*                                             | December 2018  | December 2018  |
| Paul Clement                                                | Mars 2018      | December 2018  |
| Jaap Stam                                                   | Juli 2016      | Mars 2018      |
| Brian McDermott                                             | December 2015  | Maj 2016       |
| Martin Kuhl*                                                | December 2015  | December 2015  |
| Steve Clarke                                                | December 2014  | December 2015  |
| Nigel Adkins                                                | Mars 2013      | December 2014  |
| Brian McDermott *                                           | December 2009  | Mars 2013      |
| Brendan Rodgers                                             | Juni 2009      | December 2009  |
| Steve Coppell                                               | Oktober 2003   | Maj 2009       |
| Kevin Dillon*                                               | September 2003 | Oktober 2003   |
| Alan Pardew                                                 | September 1999 | September 2003 |
| Tommy Burns                                                 | Mars 1998      | September 1999 |
| Alan Pardew*                                                | Mars 1998      | Mars 1998      |
| Terry Bullivant                                             | Juni 1997      | Mars 1998      |
| Jimmy Quinn & Mick Gooding                                  | Januari 1995   | Maj 1997       |
| Jimmy Quinn, Mick Gooding, Adrian Williams, & Jeff Hopkins* | December 1994  | Januari 1995   |
| Mark McGhee                                                 | Maj 1991       | December 1994  |
| John Haselden*                                              | April 1991     | Maj 1991       |
| Eddie Niedzwicki*                                           | April 1991     | April 1991     |
| Ian Porterfield                                             | November 1989  | April 1991     |
| Lew Chatterley*                                             | Oktober 1989   | November 1989  |
| Ian Branfoot                                                | Januari 1984   | Oktober 1989   |
| Maurice Evans                                               | Februari 1977  | Januari 1984   |
| Charlie Hurley                                              | Januari 1972   | Februari 1977  |
| Jimmy Wallbanks*                                            | Oktober 1971   | Januari 1972   |
| Jack Mansell                                                | April 1969     | Oktober 1971   |
| Ray Henderson*                                              | Februari 1969  | April 1969     |
| Roy Bentley                                                 | Januari 1963   | Februari 1969  |
| Harry Johnston                                              | November 1955  | Januari 1963   |
| Fred May & James Carter*                                    | Oktober 1955   | November 1955  |
| Arthur Smith                                                | Juni 1952      | Oktober 1955   |
| Ted Drake                                                   | Juni 1947      | Juni 1952      |
| Joe Edelston                                                | April 1939     | Juni 1947      |
| Johnny Cochrane                                             | Mars 1939      | April 1939     |
| Billy Butler                                                | Augusti 1935   | Mars 1939      |
| Joe Smith                                                   | Juni 1931      | Augusti 1935   |
| Angus Wylie                                                 | Juli 1926      | Juni 1931      |
| Harold Bray                                                 | Oktober 1925   | Juni 1926      |
| Arthur Chadwick                                             | Januari 1923   | Oktober 1925   |
| The Board*                                                  | Maj 1922       | Januari 1923   |
| Jack Smith                                                  | December 1920  | Maj 1922       |
| Harry Marshall                                              | Februari 1920  | December 1920  |

* Tillfällig tränare

## Seriehistorik
| År      | Serie             | Placering | Spelade matcher | Vunna | Oavgjorda | Förlorade | Gjorda mål | Insläppta mål | Målskillnad | Poäng |
| ------- | ----------------- | --------- | --------------- | ----- | --------- | --------- | ---------- | ------------- | ----------- | ----- |
| 1997-98 | First Division*   | 24        | 46              | 11    | 9         | 21        | 39         | 78            | -39         | 42    |
| 1998-99 | Second Division*  | 11        | 46              | 16    | 13        | 17        | 54         | 63            | -9          | 61    |
| 1999-00 | Second Division*  | 10        | 46              | 16    | 14        | 16        | 63         | 61            | 2           | 62    |
| 2000-01 | Second Division*  | 3         | 46              | 25    | 11        | 10        | 86         | 52            | 34          | 86    |
| 2001-02 | Second Division*  | 2         | 46              | 23    | 15        | 8         | 70         | 43            | 27          | 84    |
| 2002-03 | First Division*   | 4         | 46              | 25    | 4         | 17        | 61         | 46            | 15          | 79    |
| 2003-04 | First Division*   | 9         | 46              | 20    | 11        | 16        | 55         | 57            | -2          | 70    |
| 2004-05 | The Championship* | 7         | 46              | 19    | 13        | 14        | 51         | 44            | 7           | 7     |
| 2005-06 | The Championship  | 1         | 46              | 31    | 13        | 2         | 99         | 32            | 67          | 106   |
| 2006-07 | Premier League    | 8         | 38              | 16    | 17        | 15        | 52         | 47            | 5           | 55    |
| 2007-08 | Premier League    | 18        | 38              | 10    | 6         | 22        | 41         | 66            | -25         | 36    |
| 2008-09 | The Championship  | 4         | 46              | 21    | 14        | 11        | 72         | 40            | 32          | 77    |
| 2009-10 | The Championship  | 9         | 46              | 17    | 12        | 17        | 68         | 63            | 5           | 63    |
| 2010-11 | The Championship  | 5         | 46              | 20    | 17        | 9         | 77         | 51            | 26          | 77    |
| 2011-12 | The Championship  | 1         | 46              | 27    | 8         | 11        | 69         | 41            | 28          | 89    |
| 2012-13 | Premier League    | 19        | 38              | 6     | 10        | 22        | 43         | 73            | -30         | 28    |
| 2013-14 | The Championship  | 7         | 46              | 19    | 14        | 13        | 70         | 56            | 14          | 71    |
| 2014-15 | The Championship  | 19        | 46              | 13    | 11        | 22        | 48         | 69            | -21         | 50    |
| 2015-16 | The Championship  | 17        | 46              | 13    | 13        | 20        | 52         | 59            | -7          | 52    |
| 2016-17 | The Championship  | 3         | 46              | 26    | 7         | 13        | 68         | 64            | 4           | 85    |
| 2017-18 | The Championship  | 20        | 46              | 10    | 14        | 22        | 48         | 70            | -22         | 44    |
| 2018-19 | The Championship  | 20        | 46              | 10    | 17        | 19        | 49         | 66            | -17         | 47    |

* Andra serienivån
** Tredje serienivån
*** Seriesystemet ombildades och First Division blev The Championship